# Espaço de Kolmogorov
Em topologia, um ramo da matemática, um espaço topológico é Kolmogorov ou T0 quando dois pontos quaisquer são topologicamente distintos, ou seja, existe alguma propriedade topológica que distingue um ponto do outro. Mais precisamente: Um espaço topológico é T0 quando, para todos pontos x e y, existe um aberto A tal que {\displaystyle (x\in A\land \neg (y\in A))\lor (y\in A\land \neg (x\in A))\,}
Em palavras, dados dois pontos, existe um aberto que contém um deles mas não contém o outro.